# Wang Menghui
Wang Menghui chinesisch 王蒙徽; (* Januar 1960 in Yancheng, Jiangsu) ist ein chinesischer Politiker der Kommunistischen Partei Chinas (KPCh), der unter anderem seit 2017 Minister für Bauwesen und Stadt-Land Entwicklung im Staatsrat der Volksrepublik China ist.

## Leben
Wang Menghui, der zum Han-Volk gehört, begann im März 1978 ein Studium im Fach Architektur an der Tsinghua-Universität und schloss dieses mit einem Bachelor ab. Im November 1981 wurde er Mitglied der Kommunistischen Partei Chinas (KPCh). Ein weiteres postgraduales Studium im Fach Bauingenieurwesen an der Tsinghua-Universität schloss er im Juli 1983 mit einem Master ab. Er war danach zwischen September 1984 und Dezember 1989 erst Wissenschaftlicher Mitarbeiter sowie von Dezember 1989 bis 1993 Wissenschaftlicher Assistent und Dozent an der Fakultät für Architektur und Bauingenieurwesen der Tsinghua-Universität. 
1993 beendete Wang seine akademische Laufbahn und übernahm in den folgenden Jahren verschiedene Aufgaben in der Provinz Guangdong. Zunächst wurde er Vize-Bürgermeister von Panyu, einem Stadtbezirk der provinzunmittelbaren Verwaltungszone Guangzhou und daraufhin im August 1995 Vize-Bürgermeister von Zengcheng, ein weiterer Stadtbezirk von Guangzhou. Im März 1998 wurde er Leiter des Bauamtes von Guangzhou sowie im September 1998 zunächst stellvertretender Leiter und zuletzt bis Mai 2003 Leiter des Stadtplanungsamtes von Guangzhou. Zusätzlich wurde er im Dezember 2002 auch stellvertretender Sekretär des Parteikomitees von Panyu und war danach zwischen Mai 2004 und September 2008 Bürgermeister von Shanwei, einer bezirksfreien Stadt in der Provinz Guangdong. Daraufhin war er zwischen September 2008 und Dezember 2011 Sekretär des Parteikomitees der bezirksfreien Stadt Yunfu sowie zudem Vorsitzender des Ständigen Ausschusses des Volkskongresses dieser Stadt. 
Daraufhin fungierte Wang Menghui von Dezember 2011 bis Mai 2013 erst als Vize-Gouverneur der Provinz Fujian sowie von Mai 2013 bis August 2016 als Sekretär des Parteikomitees von Xiamen, einer provinzunmittelbaren Verwaltungszone in der Provinz Fujian. Daraufhin übernahm er zwischen August 2016 und Juni 2017 die Funktion als Sekretär des Parteikomitees der provinzunmittelbaren Verwaltungszone Shenyang, Hauptstadt der Provinz Liaoning, und war als solcher auch Mitglied des Ständigen Ausschusses des Parteikomitees der Provinz Liaoning.
Im Juni 2017 wurde Wang als Nachfolger von Chen Zhenggao Minister für Bauwesen und Stadt-Land Entwicklung im Staatsrat der Volksrepublik China und wurde am 19. März 2018 im Amt bestätigt. Auf dem XIX. Parteitag der KPCh (18. bis 25. Oktober 2017) wurde er Mitglied des Zentralkomitees der Kommunistischen Partei Chinas (ZK der KPCh) und gehört diesem Gremium seither an. In seiner Rolle als Minister für Bauwesen und Stadt-Land-Entwicklung konzentriert sich Wang auf die Stabilisierung der Immobilienpreise durch die Entwicklung eines wirksamen Preiskontrollmechanismus sowie auf die Förderung eines stärkeren Marktes für langfristige Mieten. Im September 2019 erklärte er auf einer Pressekonferenz zudem, dass die Volksrepublik die Verbesserung des Wohnsicherheitssystems und des Wohnungsmarktsystems beschleunigen und das Wohnungsproblem für Stadtbewohner mit niedrigem und mittlerem Einkommen lösen wird.
Im März 2022 wurde er zum Parteisekretär der Provinz Hubei ernannt und ersetzt damit Ying Yong, der ein Vertrauter von Xi Jinping sein soll.